# Hakea psilorrhyncha
Hakea psilorrhyncha (лат.) — кустарник, вид рода Хакея (Hakea) семейства Протейные (Proteaceae). Эндемик округов Уитбелт и Средне-Западный в Западной Австралии. Цветёт с сентября по октябрь.

## Ботаническое описание
Hakea psilorrhyncha — вертикальный очень колючий кустарник, обычно растущий на высоту от 1 до 4 м. Листья округлые в сечении, растут попеременно на веточках и имеют длину 2-10 см и ширину 1,5-2,5 мм, заканчиваясь очень острой вершиной. Молодые веточки и листья имеют ржавый цвет. Соцветие состоит из 6-8 сладко-душистых коричнево-жёлтых скоплений цветов в пазухах листьев на стебле длиной 5-5,5 мм. Цветоножка имеет длину 6-8 мм и густо покрыта кремово-белыми или тёмно-жёлтыми сплюснутыми шелковистыми волосками. Околоцветник длиной 6,5-9 мм и пестиком длиной 10-11 мм. Крупные яйцевидные плоды грубые и пробковидные длиной 3-5 см, шириной 1,5-2,5 см, оканчивающиеся изогнутым коротким клювом. Цветение происходит с сентября по октябрь.

## Таксономия
Вид Hakea psilorrhyncha был описан Робин-Мэри Баркер в 1990 году, описание было опубликовало во Flora of Australia. Видовой эпитет — от греческих слов psilos (гладкий) и rhynchos (морда), ссылаясь на клюв плода.

## Распространение и местообитание
Hakea psilorrhyncha произрастает в эвкалиптовых или открытых акациевых лесах на глубоком песке, суглинке или глине от Джералдтона и на юг до Национального парка реки Мур.

## Охранный статус
Вид Hakea psilorrhyncha классифицируется как «не угрожаемый» Департаментом парков и дикой природы правительства Западной Австралии.